# Sahib Ier Giray
Sahib Ier Giray (mort en 1551) est un khan de Kazan ayant régné de 1521 à 1524, puis un khan de Crimée ayant régné de 1532 à 1551.

## Origine
Sahib Ier Giray est le troisième fils de Mengli Giray. Sa mère est Nurusultan, fille de Nogay Timur.

## Khan de Kazan
En 1519, à la mort de son oncle maternel Mohammed Emin (Möxämmädämin), khan de Kazan, il est désigné comme son successeur par la partie anti-russe de la population. Il ne peut toutefois pas occuper le trône qui est saisi par le candidat des Russes, Shah Ali, khan de Kassimov, soutenu par Vassili III de Moscou.
En 1521, il réussit à s'imposer à Kazan, et, avec l'appui de son frère Mehmed Ier Giray, ils mènent ensemble une grande expédition contre Moscou dont les faubourgs sont incendiés. En 1524, après la mort de Mehmed Ier, il laisse le trône de Kazan à son neveu Safâ Giray et se retire à Constantinople.

## Khan de Crimée
Après l'abdication de Saadet Ier Giray, il est désigné comme khan de Crimée en septembre 1532 avec son neveu Islam Giray comme qalgha (c.-à-d. héritier présomptif). Il efforce alors d'organiser le khanat en favorisant la sédentarisation des nomades, notamment des Nogaïs. Il agrandit le fort de Ferhkerma et le relie à la mer par un canal. Il fait construire des palais, des bains, des boutiques et une mosquée à Bakhtchyssaraï qui devient alors la capitale du khanat de Crimée.
En 1531, les Moscovites avaient chassé Safâ Giray de Kazan et l'avaient remplacé par Djan Ali, un frère de Shah Ali Khan. Mettant à profit le mécontentement de la population contre ce dernier, Sahib Ier Giray rétablit Safâ Giray en 1533.
Après la mort en 1537 d'Islam Giray, il nomme Ahmed Giray, un fils de Saadet Giray, comme qalgha puis le fait tuer peu après et choisit son propre fils Emin Giray pour occuper cette fonction. En 1538, le khan participe à une expédition ottomane contre la principauté de Moldavie.
En 1541, il tente une nouvelle expédition contre Moscou mais il est contenu sur l'Oka qu'il ne peut traverser ; en se retirant, il écrit une longue lettre d'insultes au prince. En 1543, son fils et qalgha Emîn Giray participe à une campagne ottomane en Hongrie contre les Autrichiens. Quatre ans après, Sahib Giray anticipe une agression d'Ali Mirza, un chef nogaï, qu'il défait complément.
À Kazan, Safâ Giray conserve son trône avec une brève interruption en 1546 jusqu'à sa mort accidentelle à l'âge de 42 ans en 1549. Deux de ses fils, Bulukh et Mubarek Giray, qui résidaient à sa cour de Crimée, prétendent au trône et lorsque les envoyés de la ville viennent leur offrir le titre, Shaib Ier fait interner les deux princes à Akkerman. Deux ans après, les Russes expulsent Utemish, le fils et successeur de Safâ de Kazan, et le remplacent et rétablissent une nouvelle fois leur obligé Shah Ali Khan.
À la même époque, les relations avec la Sublime Porte se détériorent. Les habitants de Kefe, appuyés par le vizir Rustem Pacha, un adversaire de Sahih Giray, se plaignent au sultan que le khan de Crimée cherche à annexer leur cité. Par ailleurs, Devlet Ier Giray, qui s'était réfugié à Constantinople avec Saadet Ier Giray et était devenu un intime de Soliman le Magnifique, met à profit cette plainte pour obtenir l'investiture du khanat de Crimée. Le gouvernement ottoman demande alors à Sahib Giray d'organiser une expédition contre les Circassiens, et Devlet Ier Giray met à profit son absence pour aborder à Akkerman et délivrer les deux princes emprisonnés. Il marche ensuite vers la capitale où les principaux chefs tatars lui font allégeance. Le qalgha Emîn Giray avance à sa rencontre mais il est défait à Alma et va se réfugier dans sa résidence où il est exécuté par les Ottomans.   
Sahib Ier Giray rentre alors de sa campagne dans le Caucase et fait halte à Taman où Kasim Pacha, gouverneur ottoman de Kefe, renvoie les troupes ottomanes sous ses ordres et le fait tuer avec ses enfants lors de l'arrivée sur place de son ennemi Bulukh Giray.

## Postérité
- Emîn, qalgha de son père, exécuté par les Ottomans en 1551.
- Nuri Hani, sa fille, qui demande à Nidaî Remmal Hodja, précepteur du khan, d'écrire le Tárıh-i Ṣāḥib Giray Hān (c.-à-d. « Histoire de Sahib Giray, khan de Crimée ») qui raconte la vie de Sahib Giray depuis son départ de Constantinople jusqu'à son décès.